# Шампо (Сена и Марна)
Шампо (фр. Champeaux (Seine-et-Marne)) је насељено место у Француској у региону Париски регион, у департману Сена и Марна.
По подацима из 2011. године у општини је живело 810 становника, а густина насељености је износила 78,26 становника/km².

## Демографија
| 1962. | 1968. | 1975. | 1982. | 1990. | 2011. |
| ----- | ----- | ----- | ----- | ----- | ----- |
| 557   | 652   | 639   | 704   | 790   | 810   |